# Cumberland sheepdog
De Cumberland sheepdog is een uitgestorven hondenras die verwant is aan de Border collie en dergelijke oude typen van werklijn collies. Er wordt beweerd dat het een van de voorouders van de Australische herder is en in het begin van de 20e eeuw werd er naar sommige Cumberland sheepdogs verwezen als een Border collie. Het zou dus kunnen zijn, dat het ras is overgevloeid van het ene in een ander.

## Geschiedenis
Cumberland Sheepdogs worden vernoemd in het boek Dogs in Britain, A Description of All Native Breeds and Most Foreign Breeds in Britain geschreven door Clifford LB Hubbard in 1948

## Beschrijving
Hubbard beschreef dat het ras gelijkaardig was aan de Welsh Sheepdog en aan oude typen van werklijn collies. De cumberland sheepdog werkte in stilte, snel en laag tegen de grond. Het hoofd was eerder breed en plat, spits toelopend naar een snuit van gemiddelde lengte. De oren vielen naar voor of stonden half-rechtop en waren eerder aan de kleine kant. Het lichaam was vrij lang en extreem lenig, met licht maar gespierde benen en een laag aangezette staart. De vacht was vrij zwaar en best wel dicht. Cumberland Sheepdogs waren zwart met een witte borst, benen, staartpunt en bles. Ze hadden een schofthoogte van ongeveer  50 cm en wogen ergens tussen de 18 kg en 22 kg.